# Адам Солскі
Адам Теофіл Солскі вел Солецький (пол. Adam Teofil Solski vel Solecki; 4 січня 1895, Милятичі, нині — Львівського району, Львівської області, України — 9 квітня 1940, Катинь, нині — Смоленського району Смоленської області, Росії) — польський військовик, майор Війська Польського, учасник чотирьох воєн, кавалер ордену Virtuti Militari, жертва катинської трагедії.

## Біографія
Народився в родині Мар'яна та Марії, уродженої Ванталович. Мав братів і сестер: Казимира, Стефанію, Тадеуша та ще двох від першого шлюбу батька.
Навчався в гімназії у Львові та долучився до скаутського руху. З лютого 1913 року — член постійних команд польського «Сокола» у Львові. Навчався в кадетській школі у Болехові, а потім в Академії офіцерів. Після початку першої світової війни він приєднався до Східного легіону. Після розпуску легіону він був включений до австро-угорської армії.

## Перша світова війна
У жовтні 1914 року служив у 30-му австро-угорському піхотному полку, в тому числі з січня 1915 року на Східному фронті, а з вересня 1915 року на італійському фронті, де 18 листопада 1915 року був поранений в боях під Монте-Саботіно. Після одужання він знову служив у 30-му полку, з якого здезертирував у грудні 1916 року. Згодом приєднався до польських легіонів під прізвищем Солецький. Працював у рекрутській службі, з 1 січня 1917 року начальником рекрутських пунктів на Люблінщині. У середині 1917 року був вояком 6-го піхотного полку 3-ї бригади. Закінчив курс підготовки № 4 у військовій школі у Замброві.
Згодом був солдатом підрозділу поповнення польського допоміжного корпусу, інструктором з кулеметної справи. Освіту здобув у Школі хорунжих у Болехові, по закінченню якої у лютому 1918 року отримав звання сержанта. Після перетину лінії фронту під час битві під Раранчею у лютому 1918 року був заарештований та інтернований до Хуста. Звільнений у травні 1918 року та від червня 1918 року знов перебував на службі в австрійському війську. В чині сержанта воював на італійському фронті у складі 4-го батальйону польових стрільців. Наприкінці серпня 1918 року Солецькому надали відпустку для продовження навчання. У Львові він перебував до закінчення війни.

## Міжвоєнний період
Наприкінці війни та після початку боїв за Львів у листопаді 1918 року він перебував у місцевості, що перебувала під контролем українців. 22 листопада 1918 року приєднався до 5-го піхотного полку легіонів і служив у кулеметній роті. Згодом він був призначений командиром взводу та інструктором з кулеметної справи.
Згодом брав участь в боях у Східній Галичині під час тривалої польсько-української війни. Призначений командиром кулеметної роти. Був важко поранений 11 березня 1919 року в боях під Городком Ягеллонським. 21 січня 1919 року його підвищили до піхотного лейтенанта на підставі указу від 5 червня 1919 року. Потім, 15 липня 1919 року, він був призначений в армійську інтендантську службу генерала Юзефа Галлера, де був призначений заступником секретаря з питань озброєнь. 
30 липня 1919 року став писарем у штабі командування Мазовецького фронту. З 12 вересня 1919 року був керівником Першої штабної дивізії підпорядкованої Оперативній групі генерала Станіслава Прушинського, яка окупувала польські території у Помор'ї. Навесні 1920 року став офіцером командування резервної армії Війська Польського.
З середини квітня 1920 року він був офіцером з питань інформації в штабі групи полковника Юзефа Рибака. На цій посаді брав участь у польсько-радянській війні 1920 року, включно з Київською операцією Війська Польського. Потім з 5 липня 1920 року в Поліській групі генерала Владислава Сікорського, з 5 липня 1920 року в командуванні 17-ї піхотної бригади, з 25 липня 1920 року служив у штабі 9-ї піхотної дивізії. У цій дивізії потім служив ад'ютантом в оперативному відділі, від 2 вересня 1920 року — кадровим писарем і заступником начальника ад'ютантської канцелярії, після чого був призначений начальником ад'ютантури дивізії. 21 грудня 1920 року йому присвоєно звання лейтенанта піхоти.
У міжвоєнний період він був офіцером 9-ї піхотної дивізії, обіймав посаду ад'ютанта, з 1 серпня 1923 року виконував обов'язки третього офіцера штабу. У 1923 році він був другим штаб-офіцером 9-ї дивізії. Його розподілили до 35-го піхотного полку (спочатку в Луківському гарнізоні, згодом у Бресті): у 1923 році — штатним офіцером, з 1 травня 1924 року — штатним офіцером цього підрозділу. 1 липня 1923 року йому було присвоєно звання капітана піхоти зі старшинством.
У 1928 році офіцером 35-го піхотного полку працював у кадровій службі Міністерства військових справ. Отримав звання старшого піхотного майора 1 січня 1932 року. На рубежі 20-30-х років він був офіцером 32-го піхотного полку, в якому був командиром 3-го батальйону з 23 березня 1932 року по 11 квітня 1938 року. Потім був переведений у 57-й піхотний полк у Познанському гарнізоні, де зайняв посаду 2-го заступника командира інтенданта. У 1939 році він був призначений командиром центру вербування.

## Друга світова війна
З огляду на загрозу збройного конфлікту, у 1939 році був мобілізований до резервного центру 14-ї Великопільської піхотної дивізії. Після початку Другої світової війни, під час вересневої кампанії 1939 року, як командир похідного батальйону, він евакуювався до Варшави, потім до Хелма. Після подальшого маршу в околицях Краснобруда разом із рештою він приєднався до 39-ї піхотної дивізії, а після капітуляції цього підрозділу 27 вересня 1939 року. Самовільно спробував прорватися до Угорщини.
Після агресії СРСР проти Польщі 17 вересня 1939 року він потрапив у полон Червоної Армії під Корхувим поблизу Тарногорода 28 вересня 1939 року. Був ув'язнений у таборі для військовополонених у Путивлі, а потім у Козельську, де був командиром одного з блоків.

## У таборі
Навесні 1940 року його доставили до Катині, де після чисельних катувань працівниками НКВС був розстріляний службовцями Смоленської обласної дирекції НКВС на підставі рішення Політбюро ЦК ВКП (б) від 5 березня 1940 року. Похований на польському військовому цвинтарі в Катині, де у 1943 році його тіло було ідентифіковано під час ексгумації, проведеної німцями під номером 490 (два блокноти, карта щеплень, дві медалі, купюра). Він вказаний у списку експорту LW 015/2 від 5 квітня 1940 року під № 41.
Під час перебування в таборі для військовополонених він вів щоденник, який був знайдений після його ексгумації в 1943 році та опублікований Юзефом Мацкевичем, а потім у багатьох історичних джерелах, присвячених Катинській різанині. Його щоденник вважався одним із найточніших і зберігався до останніх моментів перед стратою. З його записів відомо, що Адам Солецький перебував у таборі в Козельську разом зі своїм братом, артилерійським капітаном Казімежем Солецьким, який також був там ув'язнений і вбитий 17 квітня 1940 року (Адам згадував у своєму щоденнику про зустріч з своїм братом Казімєжем у Козельському таборі 5 листопада 1939 року). Останній запис щоденника Адама Сольського, який зберігався до його смерті, датується 9 квітня 1940 року І говорить:
|  | П'ята ранку. День починався особливо зі світанком. Виїзд в тюремній кареті швидкої допомоги в камерах (страшно!). Завезли кудись у ліс; щось на зразок дачного курорту. Годинник, який був о 6.30 ранку (8.30 ранку), забрали. Мене запитали про обручку (…). Брали рублі, головний ремінь, кишеньковий ніж (…) |

Після війни зміст його щоденників читався в ефірах Радіо «Вільна Європа».

## Сім'я
У 1926 році Адам Сольський одружився з Анною Леонтиною Трояновською, відомою як Данка (1906—1970), з якою у нього народилася дочка Ева (померла 2010 року). Його племінником був Лешек Сольський (син Казімєжа), який загинув 10 квітня 2010 року в катастрофі польського літака Ту-154 у Смоленську, супроводжуючи польську делегацію до 70-ї річниці Катинської різанини.

## Нагороди
- Срібний хрест ордена Virtuti Militari — No 3003 (1921, оформлений 17 квітня 1921 у Львові генералом Тадеушем Розвадовським);
- Хрест доблесті (1920);
- Срібний хрест за заслуги (1928);
- Пам'ятна медаль за війну 1918—1921 років;
- Медаль Десятиліття відновленої незалежності Значок «Рани та травми»;
- Державний спортивний значок.

## Пам'ять
Міністр національної оборони рішенням № 439 / ПН від 5 жовтня 2007 року посмертно підвищив Адама Сольского до звання підполковника. Номінація була оголошена 9 листопада 2007 року у Варшаві під час церемонії «Ми пам'ятаємо Катинь — святкуємо пам'ять героїв».
У 2009 році в місті Коти біля Отвоцька було відкрито пам'ятну таблицю, присвячену майору Адаму Сольському, та посаджено Дуб пам'яті. Адаму Солскі був присвячений один з епізодів документального циклу під назвою Катин Епітафіс (2010).